# Міер (Індіана)
Міер (англ. Mier) — переписна місцевість (CDP) в США, в окрузі Грант штату Індіана. Населення — 67 осіб (2020).

## Географія
Міер розташований за координатами 40°34′29″ пн. ш. 85°49′24″ зх. д. / 40.57472° пн. ш. 85.82333° зх. д. (40.574806, -85.823230).  За даними Бюро перепису населення США в 2010 році переписна місцевість мала площу 0,62 км², уся площа — суходіл.

## Демографія
Згідно з переписом 2010 року, у переписній місцевості мешкало 78 осіб у 32 домогосподарствах у складі 27 родин. Густота населення становила 126 осіб/км².  Було 36 помешкань (58/км²).
Расовий склад населення:
| - 98,7 % — білих - 1,3 % — осіб інших рас |

До двох чи більше рас належало 0,0 %. Частка іспаномовних становила 1,3 % від усіх жителів.
За віковим діапазоном населення розподілялося таким чином: 15,4 % — особи молодші 18 років, 64,1 % — особи у віці 18—64 років, 20,5 % — особи у віці 65 років та старші. Медіана віку мешканця становила 48,0 року. На 100 осіб жіночої статі у переписній місцевості припадало 129,4 чоловіків;  на 100 жінок у віці від 18 років та старших — 120,0 чоловіків також старших 18 років.
Середній дохід на одне домашнє господарство  становив 78 346 доларів США (медіана — 60 500), а середній дохід на одну сім'ю — 78 346 доларів (медіана — 60 500). 
Цивільне працевлаштоване населення становило 53 особи. Основні галузі зайнятості: освіта, охорона здоров'я та соціальна допомога — 71,7 %, будівництво — 28,3 %.